# Polskie Porozumienie Niepodległościowe
Polskie Porozumienie Niepodległościowe (PPN) – organizacja polskiej opozycji demokratycznej w PRL, założona na przełomie 1975/1976 przez Zdzisława Najdera.

## Cele i program
Jedna z pierwszych inicjatyw w Polsce po 1956, która sformułowała wyraźnie, że jej celem politycznym jest pełna niepodległość Polski.
Program PPN zakładał całkowite uniezależnienie się od ZSRR, wyjście z Układu Warszawskiego, wprowadzenie ustroju demokratycznego i swobód obywatelskich, zniesienie cenzury, przywrócenie wolności słowa i stowarzyszania się, dopuszczenie sektora prywatnego do swobodnej działalności gospodarczej. Postulował pojednanie z Niemcami, czego gwarancją byłoby wejście do wspólnoty europejskiej. Zakładał popieranie dążeń niepodległościowych Ukrainy, Białorusi i Litwy.

## Działacze
Pierwszymi członkami PPN-u byli: Henryk Dembiński, Wojciech Karpiński, Andrzej Kijowski, Zdzisław Najder, Jan Olszewski, Jan Józef Szczepański, Jan Zarański. Program PPN-u ukazał się 3 maja 1976 na łamach londyńskiego Dziennika Polskiego.
Stale współpracowali z tą organizacją m.in. Władysław Bartoszewski, Aleksander Gieysztor, Gustaw Herling-Grudziński, Józefa Hennelowa, Jerzy Holzer, Leszek Kołakowski, Marcin Król, Wiktor Kulerski, Stanisław Lem, Jan Józef Lipski, Jerzy Lerski, Tadeusz Mazowiecki, Andrzej Micewski, Wojciech Roszkowski, Wojciech Włodarczyk, Roman Zimand.

## Dorobek
PPN nie prowadziło działalności organizacyjnej. Ograniczało się do prac programowych i analitycznych. W pracach tych brało udział około 60 osób. Ich nazwiska były tajne. Powstało 46 opracowań i szkiców koncepcyjnych, niektóre z nich to:
- Tradycja niepodległościowa i jej wrogowie, 1977
- Obywatel a służba bezpieczeństwa, 1977, autorstwa Jana Olszewskiego (stał się instrukcją dla ściganych przez SB opozycjonistów)
- Polska a Niemcy, 1978
- Polacy-Żydzi, 1979
- Polska i Europa, (1979)